# Iunga

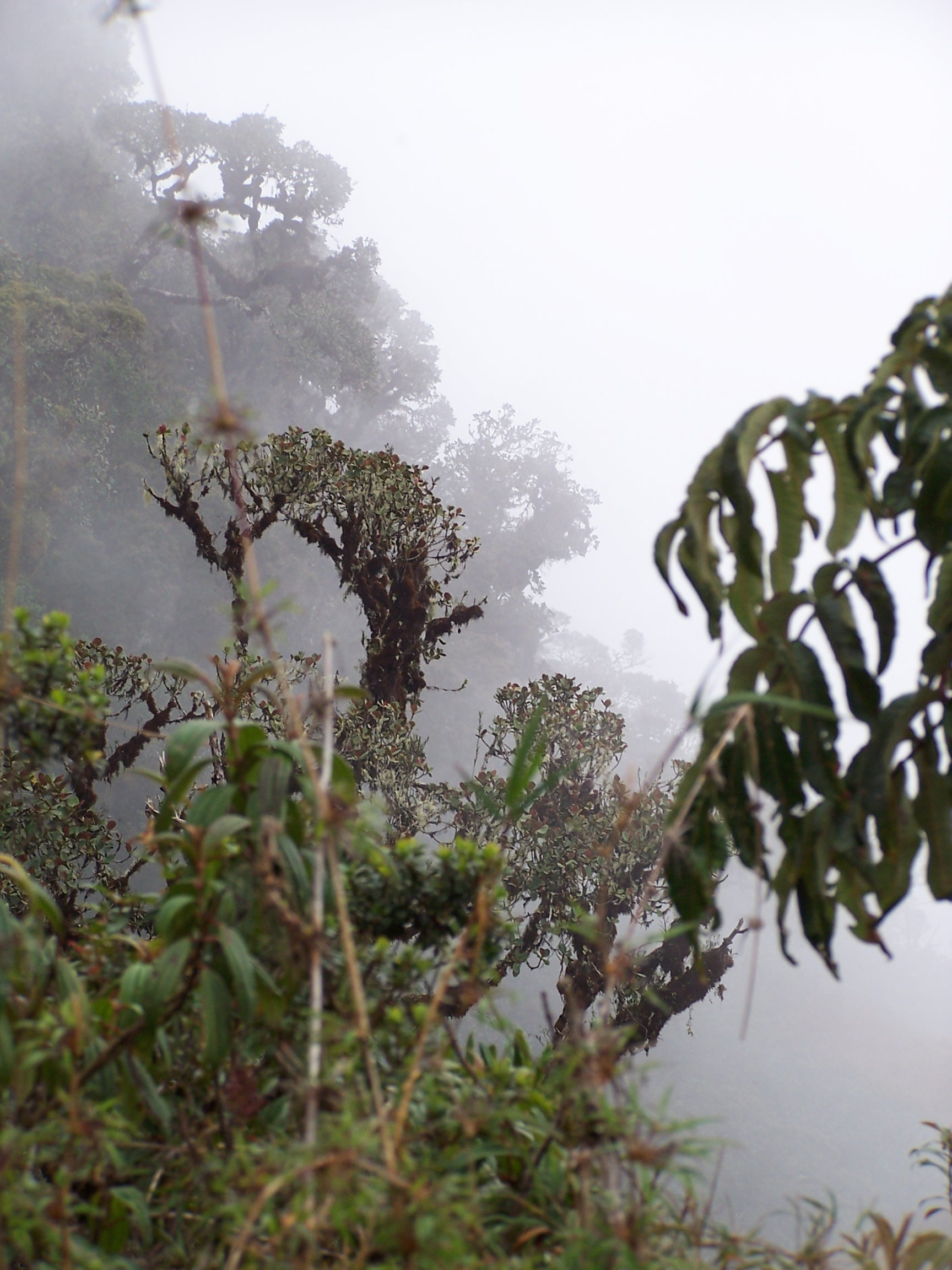
Les iungues a prop de La Paz.

Iunga (en castellà, yunga; en quítxua, yunka) és un terme relacionat amb les valls de clima càlid ubicades a tots dos costats de la serralada dels Andes. El geògraf peruà Javier Pulgar Vidal va delimitar aquesta regió entre els 500 i els 2.300 msnm. La diferència de climes provoca l'existència de dos ecosistemes divergents a la iunga occidental (anomenada iunga costanera) i a l'oriental (iunga fluvial). A Bolívia, el terme "iungues" es fa servir més específicament per designar una regió que inclou la iunga fluvial, una zona boscosa i elevada a l'orient dels Andes, al nord-est de la ciutat de La Paz.

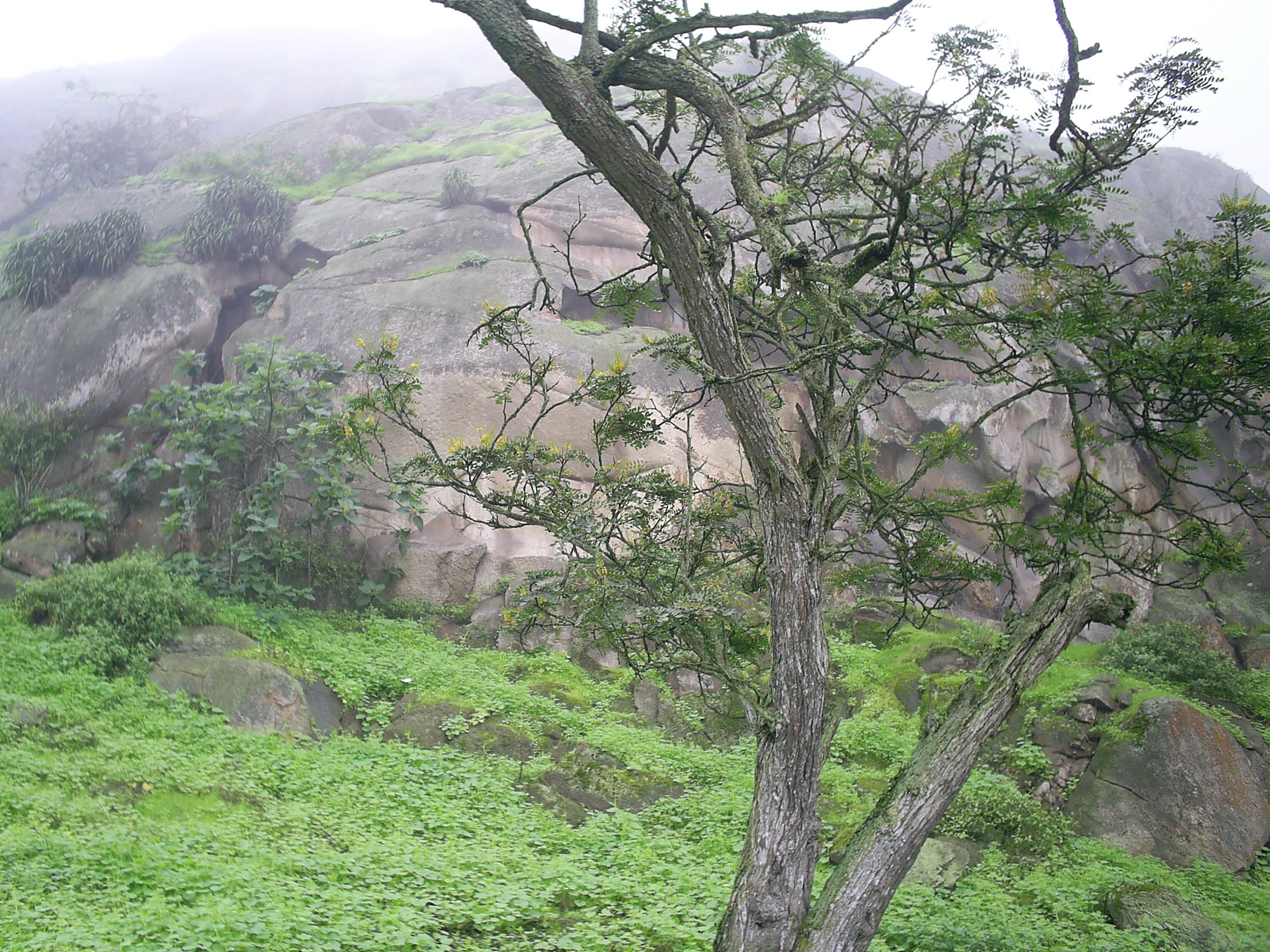
Lomas de Lachay, Lima, Perú.